# Ley del azúcar
El Acta del Azúcar, también conocida como el Acta de ingresos americanos o el Acta de los impuestos americanos, fue una ley para la recaudación de impuestos y para evitar el contrabando de azúcar. Aprobada por el Parlamento de Gran Bretaña el 5 de abril de 1764. El preámbulo de la ley sostenía que "Es oportuno que las nuevas provisiones y regulaciones deban ser establecidas para mejorar los ingresos de este Reino [...] es justo y necesario que sea erigido un ingreso para costear sus gastos de defensa, protección y seguridad." El Acta de la Melaza, aprobada previamente en 1773 y que había establecido un impuesto de seis peniques por cada galón de melaza procedente de las colonias no-británicas, nunca lo había recolectado efectivamente debido a la evasión tributaria en las colonias. Al reducir la tasa impositiva a la mitad e incrementar las medidas para hacer cumplir la ley, el gobierno británico esperaba que el impuesto sería verdaderamente recolectado.

## Antecedentes
El Acta de la Melaza de 1733 fue aprobada por el Parlamento en gran parte debido a la insistencia de los propietarios de grandes plantaciones en las Indias Occidentales británicas. Anteriormente, se había estado desarrollando un comercio cada vez mayor entre Nueva Inglaterra y las colonias francesas, holandesas y las posesiones españolas de las Indias Occidentales. La melaza de las Indias Occidentales británicas, usada en Nueva Inglaterra para preparar ron, era mucho más cara que la producida por sus competidores, fuera de que las colonias británicas no tenían necesidad de grandes cantidades de madera, pescado y otros productos ofrecidos por las colonias americanas como intercambio. En la primera parte del siglo XVIII, las Indias Occidentales británicas eran el socio comercial más importante de Gran Bretaña, por lo cual el Parlamento prestaba atención a sus pedidos; sin embargo, más que acceder a las demandas de prohibir a las colonias de comerciar con las islas no-británicas, el Parlamento aprobó el impuesto prohibitivo sobre las colonias por la importación de melaza procedente de estas islas. De haber sido verdaderamente recolectado, el impuesto habría cerrado en efecto esa fuente a Nueva Inglaterra y destruido buena parte de la industria productora de ron; pero el contrabando, el soborno y la intimidación a los oficiales anularon efectivamente la ley.

Posesiones coloniales en Norteamérica en 1750.

Durante la Guerra de los Siete Años, conocida en América como la guerra franco-india, el gobierno británico incrementó sustancialmente la deuda pública con la finalidad de financiar la guerra. En febrero de 1763, cuando la guerra llegaba a su fin, el primer ministro del Reino Unido John Stuart, conde de Bute, decidió mantener en pie a un ejército de 10 000 tropas regulares británicos en las colonias. Poco después, George Grenville reemplazó en el cargo a Stuart y apoyó la política de su predecesor, incluso más después del estallido de la Rebelión de Pontiac en mayo de 1763. Greenville enfrentó el problema no solo de pagar a las tropas, sino de honrar con la deuda pública. La deuda se incrementó de £75.000.000 antes de la guerra a £122.600.000 en enero de 1763, y a más de £800.000.000 para inicios de 1764.
Grenville no esperaba que las colonias contribuyeran con el interés o el retiro de la deuda, pero sí esperaba que una parte de los gastos de defensa fuera pagada por los americanos. Al estimar que los gastos de mantener un ejército en las colonias continentales y las Indias Occidentales sería de aproximadamente £200.000 por año, el programa de recaudación de Greenville programó un ingreso estimado de £78.000 anuales.

## Aprobación
El Acta de la Melaza debía expirar en 1763. Los comisionados aduaneros anticiparon una mayor demanda tanto para la melaza como para el ron, como resultado del fin de la guerra y la adquisición de Canadá. Pensaban que la demanda incrementada haría que una tasa fuertemente reducida fuera pagable y recolectable. Cuando fue aprobada por el Parlamento, la nueva Acta del Azúcar de 1764 disminuyó en la mitad el impuesto previo a la melaza. Además de prometer un cumplimiento más estricto de la ley, el lenguaje del documento establecía claramente que el propósito de la legislación no era solamente regular el comercio (como el Acta de la Melaza había intentado al cerrar efectivamente el comercio legal con los proveedores no-británicos), sino también incrementar los ingresos.
La nueva ley listaba bienes específicos imponibles, siendo el más importante la madera que solo podía ser exportada por Gran Bretaña. Se obligaba a los capitanes de navíos mantener listas detalladas de su carga y los papeles eran objeto de verificación antes de que nada pueda ser descargado de la nave. Se otorgaron facultades a los oficiales de aduana para que pudieran juzgar todas las violaciones a la ley en cortes del vicealmirantado, antes que en juzgados en cortes coloniales locales donde los jueces, por lo general, miraban con buenos ojos el contrabando como profesión.
El historiador Fred Anderson sostuvo que el propósito de la ley fue "resolver los problemas de finanzas y control que atormentaban al imperio después de la guerra.” Para hacerlo, se implementaron "tres tipos de medidas: 
Aquellas con el propósito de hacer más efectiva la recaudación en las aduanas, aquellas que colocaban nuevos impuestos en productos ampliamente consumidos en América y aquellas que ajustaban antiguas tasas de tal manera que se maximizaron los beneficios.

## Efecto en las colonias americanas
El Acta del Azúcar fue aprobada por el Parlamento el 5 de abril de 1764 y llegó a las colonias en un momento de depresión económica. Era un impuesto indirecto, aunque los colonos estaban bien informados de su existencia. En buena parte, esto se debió a que una porción significativa de la economía colonial durante la Guerra de los Siete Años estaba implicada con la provisión de alimentos y demás enseres al Ejército británico; sin embargo, los colonos, especialmente aquellos afectados directamente como comerciantes y cargadores asumieron que el nuevo programa tributario era el mayor culpable. Se iniciaron las protestas contra el Acta del Azúcar y estuvo claro que el principal foco de atención de los americanos era el impacto económico de la medida, más que el asunto constitucional de pago de impuestos sin representación política.
En particular, Nueva Inglaterra sufrió pérdidas económicas debido al Acta del Azúcar. El estricto cumplimiento de la norma convirtió al contrabando en más peligroso y riesgoso. Los colonos argumentaban que el margen de beneficio del ron era muy pequeño para soportar cualquier impuesto. Forzados a incrementar sus precios, se temía que muchos americanos subirían los precios en gran medida. Por otra parte, las Indias Occidentales británicas tenían ahora acceso a las exportaciones coloniales y, con la oferta excediendo la demanda, las islas prosperaron con sus gastos reducidos, mientras que los novoingleses vieron decrecer sus ingresos por exportaciones. Las Indias Occidentales extranjeras también habían sido la fuente colonial primaria  y, cuando sus reservas se agotaron, la viabilidad de la moneda colonial fue amenazada.
Dos actores principales detrás de las protestas contra la ley fueron Samuel Adams y James Otis, ambos comerciantes de Massachusetts. En agosto de 1764, cincuenta mercaderes de Boston acordaron detener la compra de productos de lujo británicos y tanto en Boston como en Nueva York existieron movimientos para incrementar la manufactura colonial. Hubo estallidos esporádicos de violencia, siendo el más notable el de Rhode Island. En conjunto, sin embargo, no hubo un alto grado de protesta inmediato sobre el Acta del Azúcar ni en Nueva Inglaterra ni en el resto de las colonias. Pero estas no tardaron en llegar en la segunda parte del año siguiente cuando se aprobó la Stamp Act.
El Acta del Azúcar fue revocada en 1766 y reemplazada con el Acta de la renta de 1766, la cual redujo el impuesto a un penique por galón de todas las importaciones de melaza, sea británica o extranjera. Esto ocurrió casi al mismo tiempo que el Stamp Act era revocada.